# Metashinobius hikariae
Genre
Espèce
Metashinobius hikariae, unique représentant du genre Metashinobius, est une espèce d'araignées aranéomorphes de la famille des Trechaleidae.

## Distribution
Cette espèce est endémique du Guizhou en Chine,. Elle se rencontre dans le xian de Leishan.

## Description
Le mâle holotype mesure 4,58 mm

## Systématique et taxinomie
Cette espèce a été décrite par Wei et Liu en 2025.
Ce genre a été décrit par Wei et Liu en 2025 dans les Trechaleidae.

## Étymologie
Son nom d'espèce lui a été donné en référence à Hikari Kagura, personnage de Shōjo Kageki Revue Starlight.

## Publication originale
- Cheng, Liu & Wei, 2025 : « Metashinobius gen. nov., the second Asian genus with uncleared subfamily placement of Trechaleidae (Araneae, Lycosoidea) from southwest China, with the description of a new species. » Biodiversity Data Journal, vol. 13, no e153601, p. 1-8 (texte intégral).